# Cantón de Laroquebrou
El cantón de Laroquebrou era una división administrativa francesa, que estaba situada en el departamento de Cantal y la región de Auvernia.

## Composición
El cantón estaba formado por catorce comunas:
- Arnac
- Ayrens
- Cros-de-Montvert
- Glénat
- Lacapelle-Viescamp
- Laroquebrou
- Montvert
- Nieudan
- Rouffiac
- Saint-Étienne-Cantalès
- Saint-Gérons
- Saint-Santin-Cantalès
- Saint-Victor
- Siran

## Supresión del cantón de Laroquebrou
En aplicación del Decreto nº 2014-149 de 13 de febrero de 2014, el cantón de Laroquebrou fue suprimido el 22 de marzo de 2015 y sus 14 comunas pasaron a formar parte del nuevo cantón de Saint-Paul-des-Landes.